# Brotfabrik Bonn

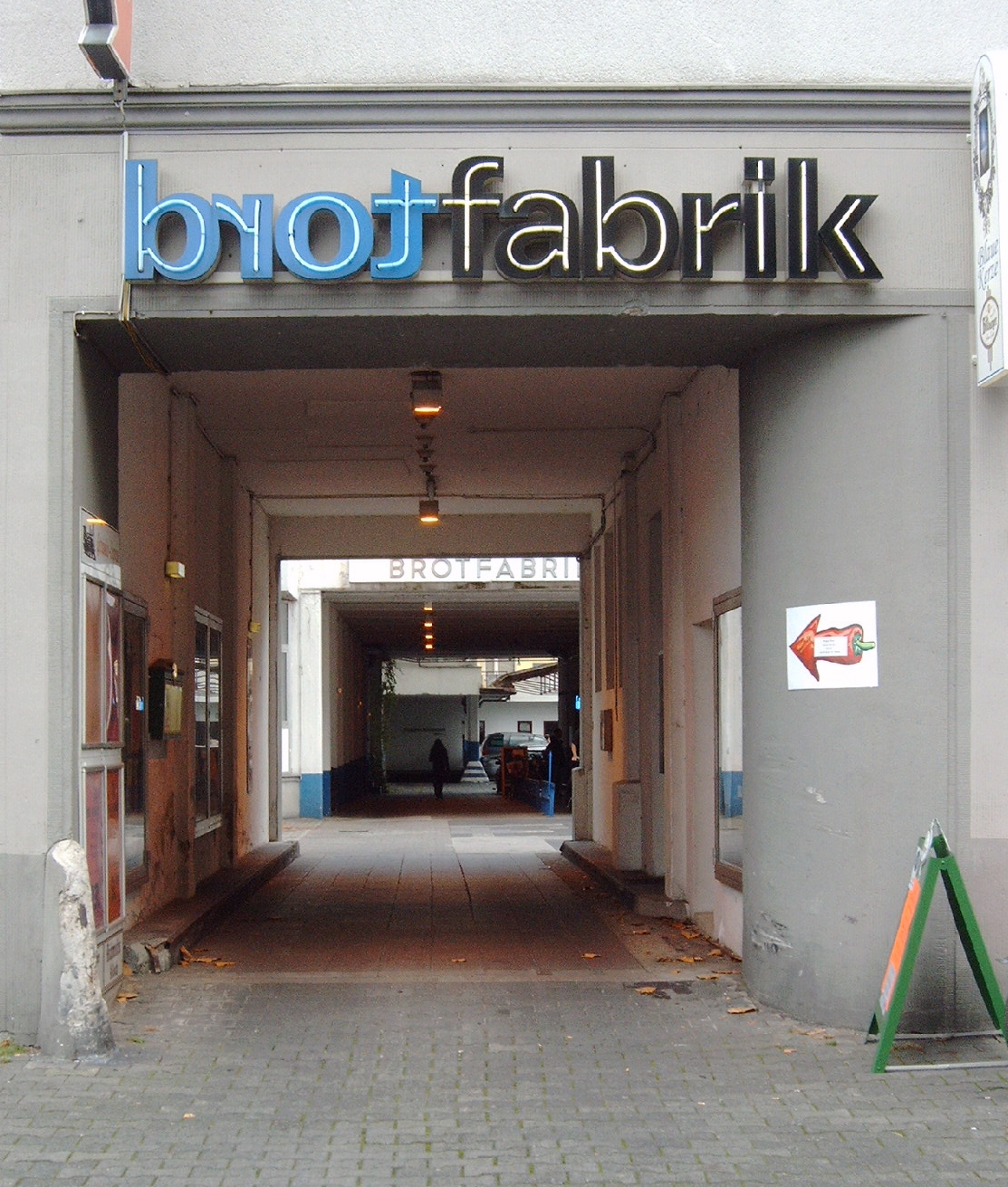
Eingang zur Brotfabrik Bonn-Beuel (Kreuzstraße 16)

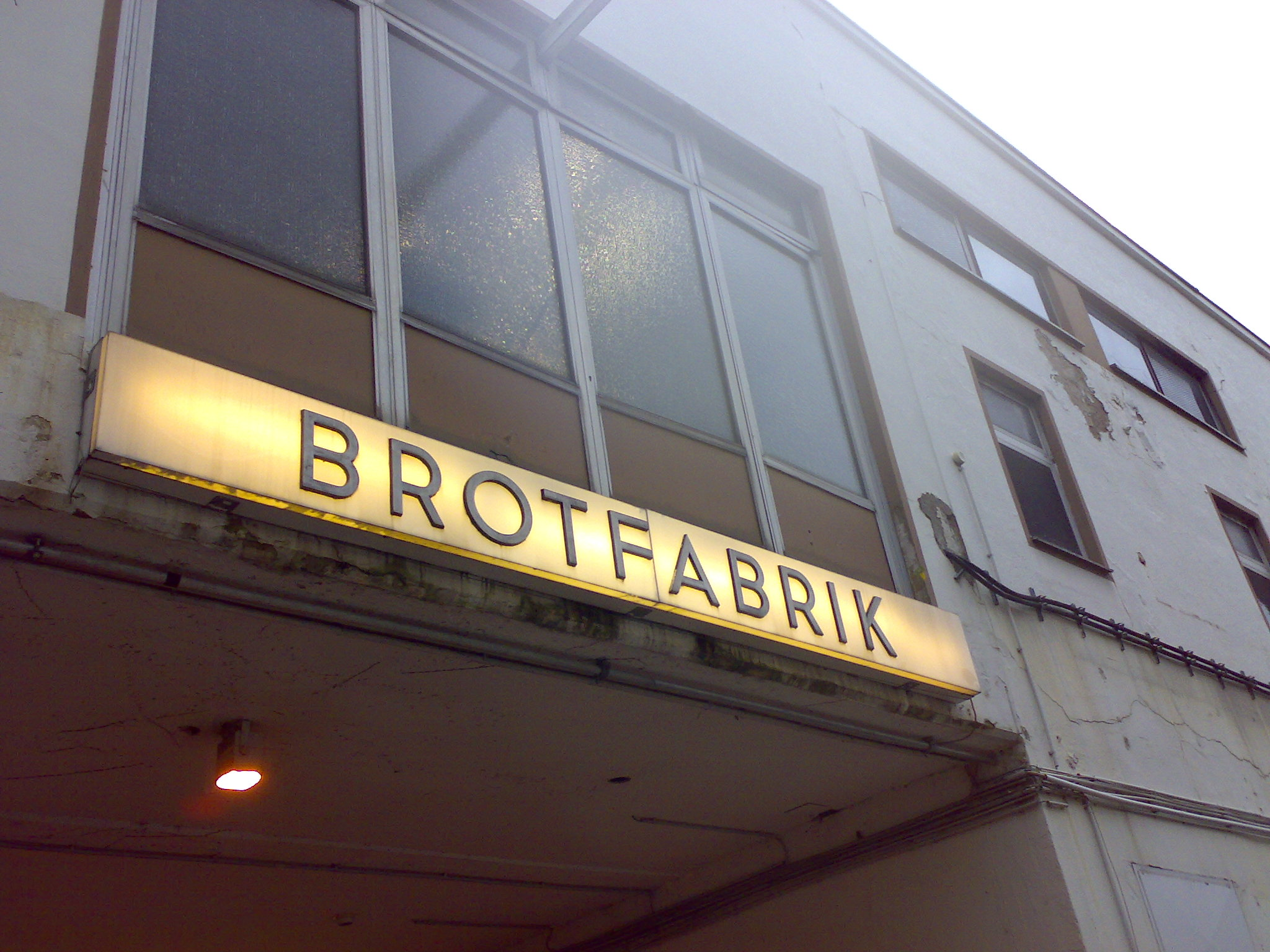
Außenansicht des Gebäudes, Blick vom Innenhof

Die Brotfabrik Bonn ist ein Kulturzentrum im Bonner Ortsteil Beuel-Mitte. 1986 wurde die ehemalige Brotfabrik Germania-Brot renoviert und zur kulturellen Nutzung umgebaut. In seinem Innern befinden sich ein Theatersaal, ein Kinosaal, eine Gastronomie, ein freies Theater für junges Publikum, drei Tanzräume, ein Atelier sowie ein Studio und ein Probenraum. Im Foyer finden regelmäßig Kunst-Ausstellungen statt.
Hauptbetreiber ist das Team des Traumpalast e.V. der als Dachverein für das gesamte Haus fungiert und die Kreative Werkstatt für Kinder & Jugendliche federführend betreibt. Der Theatersaal wird durch die Brotfabrik Theater gGmbH betrieben und bietet neben dem Kerngeschäft auch Konzerte und Lesungen. Das Kino wird von der Bonner Kinemathek e.V. und dem Förderverein für Filmkultur e.V.  geführt und versteht sich als Art-House und Programmkino. Die Gastronomie wird derzeit unter dem Namen KulturKneipeBrotfabrik geführt und veranstaltet kleinere Konzerte auf einer eigenen kleinen Bühne. Des Weiteren befindet sich hier als Weiterbildungspartner das Bildungswerk InterKultur, das in den Tanzräumen Kurse zu Themen wie Tanz, Musik, Theater und beruflicher Weiterbildung anbietet. Weitere Mieter sind das Theater Marabu GbR, das Theaterkunst für Kinder und Jugendliche entwickelt und aufführt. Zu den ehemaligen Mietern gehört u. a. der Filmverleih Rapid Eye Movies.
Der künstlerische Schwerpunkt liegt, neben dem Programm des mehrfach preisgekrönten Programmkinos, auf Tanztheater, Figurentheater, Jugendtheater, Weltmusik sowie der Förderung lokaler künstlerischer Gruppen und studentischer Theatergruppen wie der Bonn University Shakespeare Company. Vom Bildungswerk InterKultur in der Brotfabrik werden Kurse, Seminare und Workshops in sämtlichen künstlerischen Bereichen angeboten.
Die Brotfabrik beherbergt jährlich das Kinder- und Jugendtheaterfestival Spielarten, die Skandinavischen Filmtage Bonn und ist eine Station des Tanzfestivals Tanzstrasse.
Die Bonner Kinemathek veranstaltet außerhalb der Brotfabrik auch Vorführungen im Rheinischen Landesmuseum Bonn sowie die Internationalen Stummfilmtage. 2012 erhielt sie von der Film- und Medienstiftung NRW 10.000 Euro als Programmprämie sowie 5.000 Euro für  ihr Jugend- und Kinderprogramm. Gründungsdirektor der Kinemathek war von 1986 bis 1998 Stefan Drößler.
Das Theater Marabu kann mit vielen nationalen und auch internationalen Auszeichnungen glänzen und ist seit fast 1993 fester Bestandteil der jungen Theaterszene.